# 木質系セメント板
木質系セメント板（もくしつけいセメントばん）は木毛、木片などの木質原料とセメントとを混合し、板状に圧縮成形した材料である。建築材料として、建築物の壁、床、天井、屋根下地などに用いられる。木材をリボン状に削り取った木毛（長さ20センチメートル以上、幅3.5ミリメートル、厚さ0.3〜0.5ミリメートル）を使用したものを木毛セメント板（もくもうセメントばん）といい、木材の薄片を使用したものを木片セメント板（もくへんセメントばん）という。

## 特長
木質系セメント板は、木材に由来する断熱性、調湿性、軽量性とセメントに由来する防火性を兼ね備えている。吸音性、遮音性にも優れる。原材料の木毛や木片は間伐材や端材から製造できるため、省資源という特長もある。さらに、アスベスト、ホルムアルデヒドなどの有害物質を含まないため安全性も高い。のこぎりで切断したり、くぎを打ち付けたりすることもできるので、加工性、施工性も良好である。